# Wellington Without
Wellington Without est une paroisse civile du Somerset, en Angleterre.